# Pierre Le Doaré
Pierre Le Doaré (6 aprile 1900 – 7 novembre 1934) è stato un ciclista su strada francese,  secondo nella prima edizione del Grand Prix de Ouest France.

## Carriera
Professionista dal 1927 al 1931, partecipò al Tour de France nel 1928, dal quale si ritirò.
In sua memoria venne istituito il Grand Prix Pierre Le Doarè, corsa disputatasi dal 1935 al 1969.

## Palmarès

### Strada
- 1927

Valenciennes-Parigi
1929
Criterium di Lomagne
Circuit de Forez
1930
Saint'Etienne-Lyon

## Piazzamenti

### Grandi Giri
- Tour de France

1928: ritirato